# Гура-Сьвентей-Анни (Опольське воєводство)
Гура-Сьвентей-Анни (пол. Góra Świętej Anny, нім. Sankt Annaberg) — село в Польщі, у гміні Лесьниця Стшелецького повіту Опольського воєводства.
Населення — 467 осіб (2011).

## Демографія
Демографічна структура станом на 31 березня 2011 року:
|          | Загалом | Допрацездатний вік | Працездатний вік | Постпрацездатний вік |
| -------- | ------- | ------------------ | ---------------- | -------------------- |
| Чоловіки | 244     | 30                 | 188              | 26                   |
| Жінки    | 223     | 31                 | 132              | 60                   |
| Разом    | 467     | 61                 | 320              | 86                   |